# 黃瓚 (成化進士)
黄瓒（1455年—1524年），字公献，號雪洲，南直隶扬州府儀真縣人，明朝政治人物。

## 生平
成化十六年（1480年）庚子科應天府乡试舉人，二十年（1484年）甲辰科二甲第八十二名進士。初任南京户部主事，升员外郎，父喪歸家。服闋，复任舊職，升南京户部郎中。弘治十五年（1502年）二月升四川右参议，督办松潘等地。母喪丁憂，补四川左参议，分守保宁。正德四年（1509年）十一月調浙江右参政，七年八月升江西右布政使，九年正月迁湖广左布政使。十年二月转应天府府尹，十二年升都察院右副都御史、巡抚山东，十三年五月升南京户部右侍郎，改南京兵部右侍郎，正德十六年六月应诏自陈乞致仕，许之。卒嘉靖三年（甲申，1524年），享年七十。四年二月賜祭葬。

## 著作
著有《雪洲文集》。